# Steve Wilhite
Stephen Earl Wilhite, dit Steve Wilhite, né le 3 mars 1948 aux États-Unis et mort le 14 mars 2022, à Milford (État de l'Ohio, États-Unis), est un informaticien américain ayant travaillé chez CompuServe, où il invente le format de fichier .gif, premier format populaire utilisé pour diffuser des animations en ligne.

## Récompenses
En 2013, Steve Wilhite est récompensé par un Webby Awards,.